# Arhipelag (izdavačka kuća)
Arhipelag je srpska izdavačka kuća osnovana 15. maja 2007. godine u Beogradu. Osnivač Arhipelaga je pesnik i esejista Gojko Božović.
Izdavačka kuća Arhipelag je aktivan kulturni i izdavački projekat zasnovan na visokim kriterijumima u izboru knjiga, standardima profesionalnog izdavaštva, uređivački profilisanim bibliotekama, kao i na interaktivnom odnosu sa čitaocima.
Doživljavajući izdavaštvo najpre kao deo kulture i kao nastavak i javno ispovedanje čitalačke strasti, Arhipelag je oblikovan kao izdavačka kuća koja je na strani svojih čitalaca kako izborom knjiga i izborom autora, tako i jasnim opredeljenjem za vrhunske vrednosti u svakoj od biblioteka koju objavljuje. Od samog početka Arhipelag je definisan kao izdavač koji objavljuje knjige u znaku najuzbudljivije mašte i najboljeg znanja. Osnovni koncept Arhipelaga jeste da na tržištu proverava svoje ideje i da ih tu zastupa, a da mu, pri tome, kultura daje visoke kriterijume i dobru meru u svakodnevnom poslu.Izbor Arhipelaga jeste da se, strpljivo i odgovorno, svakog dana uradi nešto u svom poslu, da knjige budu lepe i prepoznatljive, da se čitaocima predlažu najbolje knjige po meri našeg iskustva i da se od tih knjiga i njihovih pisaca stvaraju vidljive figure društvenih vrednosti.
Arhipelag objavljuje dela iz vrhunske savremene srpske i svetske književnosti, istoriografije, filozofije, sociologije, političke teorije, psihologije, ekonomije i leksikografije. Arhipelag je izdavač dela Danila Kiša za Srbiju, Bosnu i Hercegovinu i Hrvatsku. Arhipelag objavljuje knjige nekih od vodećih savremenih srpskih pisaca: Vida Ognjenović, Jelena Lengold, David Albahari, Mihajlo Pantić, Vladimir Tasić, Uglješa Šajtinac, Laslo Blašković, Veselin Marković ili Vladislav Bajac.
 Arhipelag objavljuje knjige nekih od najznačajnijih savremenih svetskih pisaca, među kojima su Ljudmila Ulicka, David Grosman, Klaudio Magris, Majkl Kaningem, Karlos Fuentes, Đerđ Konrad, Čarls Simić, Peter Esterhazi, Vilijam T. Volman, Sesar Antonio Molina.
Arhipelag je osnovao Beogradski festival evropske književnosti (jun 2012). Arhipelag je jedan od osnivača Nagrade za ekonomsku istoriju Balkana (avgust 2013). Arhipelag je 2014. godinu objavio prvu domaću seriju elektronskih knjiga. Arhipelag je na Beogradskom sajmu knjiga proglašen za Izdavača godine u Srbiji (2009).

## Nagrade
Knjige u izdanju Arhipelaga dobile su u protekle tri godine preko 25 književnih nagrada, od kojih su neke međunarodne.
Knjige srpskih pisaca objavljene u Arhipelagu prevedene su na preko 20 stranih jezika. Za svoje knjige, edicije ili dizajn Arhipelag je dobio nekoliko nagrada na domaćim i međunarodnim regionalnim sajmovima knjiga. Na Međunarodnom beogradskom sajmu knjiga (oktobar 2009) Arhipelag je proglašen za Izdavača godine u Srbiji.

### 2018.
1. Nagrada Društva književnika Vojvodine za knjigu godine: Uglješa Šajtinac Žena iz Huareza
2. Nagrada „Rade Jovanović“ za najbolju knjigu aforizama na srpskom jeziku u 2017. godini: Ratko Dangubić Crveni tepih

### 2017.
1. Nagrada „Podrum Radovanović“ za životno delo: Vida Ognjenović
2. „Andrićeva nagrada“ za najbolju knjigu priča u 2016. godini: Jelena Lengold Raščarani svet
3. Nagrada „Ramonda Serbica“ za književni opus: Vladimir Kopicl
4. Evropska nagrada za književnost: Darko Tuševljaković Jaz
5. Nagrada „Rade Jovanović“ za najbolju knjigu aforizama na srpskom jeziku u 2016. godini: Aleksandar Baljak Zidovi na horizontu

### 2016.
1. Povelja Foruma slovenskih kultura za najboljeg izdavača edicije 100 slovenskih romana: Arhipelag
2. Atlas evropske lirike: Amir Or
3. Nagrada „Janko Veselinović“ za najbolji istorijski roman na srpskom jeziku: Nikola Moravčević Grof Sava Vladislavić
4. Nagrada za životno delo „Torino u sintezi“: Aleksandar Baljak
5. Nagrada „Žička hrisovulja“: Živorad Nedeljković
6. Nagrada 11. međunarodnog podgoričkog sajma knjiga i obrazovanja za najbolju ediciju: edicija Zlatno runo
7. Nagrada „Književni plamen“: Klaudio Magris Dunav
8. Nagrada „Miodrag Ćupić“: Radomir Uljarević Škola odučavanja

### 2015.
1. Nagrada „Kočićevo pero“: Mihajlo Pantić Vonder u Berlinu
2. „Andrićeva nagrada“ za najbolju knjigu priča u 2014. godini: Uglješa Šajtinac Banatorijum
3. Nagrada za najbolju ediciju godine na 13. međunarodnom sajmu knjiga „Trg od knjige“ u Herceg Novom: edicija Dela Danila Kiša u deset knjiga
4. Nagrada „Rade Drainac“: Živorad Nedeljković Ulazak
5. „Petrovdanski vijenac“: Radomir Uljarević Škola odučavanja
6. Gračanička povelja: Živorad Nedeljković
7. Međunarodna književna nagrada „Prozart“: Vida Ognjenović
8. Medalja kulture za multikulturalnost i interkulturalnost: Srđan V. Tešin
9. Nagrada „Dimitrije Mitrinović“: Vladislav Bajac za Izabrana dela u izdanju Arhipelaga

### 2014.
1. Nagrada „Veljkova golubica“ za sveukupno pripovedačko stvaralaštvo: Mihajlo Pantić
2. Evropska nagrada za književnost: Uglješa Šajtinac Sasvim skromni darovi
3. Nagrada „Stefan Mitrov Ljubiša“: Amir Or Pohara
4. Nagrada za najbolju ediciju godine na 12. međunarodnom sajmu knjiga „Trg od knjige“ u Herceg Novom: edicija Zlatno runo
5. Nagrada „Kočićevo pero“: Borislav Čičovački Raskovnik

### 2013.
1. Nagrada za najbolji print oglas u Srbiji u 2013. godini (Zlatno prizanje Udruženja za tržišne komunikacije Srbije – UEPS): Oglas pod radnim nazivom Arhipelag – čovek-knjiga, New Moment magazin, br. 34, Beograd, novembar 2013 (New Moment New Ideas Company Y&R iz Beograda)
2. Povelja Počasni građanin Novog Beograda: Mihajlo Pantić
3. Njegoševa nagrada: Tomaž Šalamun
4. „Andrićeva nagrada“ za najbolju knjigu priča u 2012. godini: Mirjana Pavlović Trpeza bez glavnog jela
5. Nagrada „Vasko Popa“: Živorad Nedeljković Talas
6. Nagrada „Stevan Sremac“: Jelena Rosić Dan kada je Miz Lili postala ono što je oduvek bila
7. Međunarodna književna nagrada „Prozart“ (Festival PRO-ZA Balkan, Skoplje): Vladislav Bajac
8. Povelja Radio Beograda2 za dugogodišnju uspešnu saradnju: Gojko Božović

### 2012.
1. Nagrada „Ramonda Serbica“ za književni opus: Vladislav Bajac
2. Nagrada za izdavački poduhvat godine na 10. međunarodnom sajmu knjiga „Trg od knjige“ u Herceg Novom: Aleksandar Raković Rokenrol u Jugoslaviji 1956-1968.
3. Nagrada za najboljeg izdavača Sedmog međunarodnog podgoričkog sajma knjiga (nagrada za kompletnu godišnju izdavačku produkciju)
4. Nagrada „Jefimijin vez“: Jelena Lengold Bunar teških reči
5. Nagrada „Bora Stanković“ za najbolju knjigu godine: Uglješa Šajtinac Sasvim skromni darovi
6. Disova nagrada za pesnički opus: Dragan Jovanović Danilov
7. Vitalova nagrada za najbolju knjigu godine: Uglješa Šajtinac Sasvim skromni darovi
8. Svetska nagrada za humanizam Ohridske akademije humanosti: Vida Ognjenović
9. Nagrada „Kočićeva knjiga“: Vida Ognjenović za književni opus

### 2011.
1. Nagrada „Zlatni Hit Liber“: Vida Ognjenović Posmatrač ptica
2. Nagrada „Kočićevo pero“: Vida Ognjenović Posmatrač ptica
3. Evropska nagrada za književnost: Jelena Lengold Vašarski mađioničar
4. Velika nagrada BITEF-a: Igor Štiks Elijahova stolica (za predstavu nastalu po romanu)
5. Nagrada „Vasko Popa“: Dragan Jovanović Danilov Moja tačna priviđenja
6. Disova nagrada za pesnički opus: Živorad Nedeljković
7. Nagrada „Milovan Vidaković“: David Grosman

### 2010.
1. Nagrada „Meša Selimović“: Živorad Nedeljković Ovaj svet
2. Specijalne pohvale Udruženja književnih prevodilaca Srbije za prevod:
  1. Ana Ješić: Centralna Evropa Vilijama T. Volmana
  2. Snežana Milinković: Mikrokosmosi Klaudija Magrisa
  3. Mina Radulović i Niki Radulović: Bar Flober Aleksisa Stamatisa
3. Nagrada „Milovan Vidaković“: Klaudio Magris
4. Nagrada „Rastko Petrović“ za životno delo: Nikola Moravčević
5. Nagrada „Dimitrije Mitrinović“: Dragan Jovanović Danilov Otac ledenih brda
6. Nagrada „Kočićevo pero“: Vladislav Bajac Hamam Balkanija
7. Nagrada Međunarodnog sajma knjiga „Trg od knjige“ u Herceg Novom za najbolju ediciju godine: edicija Sto slovenskih romana
8. Nagrada „Jefimijin vez“: Živorad Nedeljković Ovaj svet
9. Nagrada nemačkih izdavača i knjižara za mir: David Grosman
10. Nominacija (širi izbor) za nagradu „Dublin Impact“: Vladislav Bajac Hamam Balkanija
11. Evropska nagrada za književnost: Goce Smilevski
12. Priznanje Muzeja grada Beograda za izvanrednu saradnju i značajan doprinos radu i razvoju Muzeja: Gojko Božović i Izdavačka kuća Arhipelag
13. Nagrada „Žan Mone“: Klaudio Magris Vi ćete, dakle, razumeti
14. Nagrada „Kočićeva knjiga“: Vladislav Bajac Hamam Balkanija

### 2009.
1. Nagrada „Biljana Jovanović“ za najbolju proznu knjigu u 2008. godini: Jelena Lengold Vašarski mađioničar
2. Nagrada IV međunarodnog podgoričkog sajma knjiga za najbolju opremljenu ediciju: edicija Zlatno runo
3. Nagrada „Žensko pero“ za najbolju proznu knjigu žene autora u 2008. godini: Jelena Lengold Vašarski mađioničar
4. „Zlatna povelja“ Bazara izdavaču knjige nagrađene nagradom „Žensko pero“: Arhipelag
5. Nagrada „Isidora Sekulić“ za najbolju knjigu objavljenu u 2008. godini: Vladislav Bajac Hamam Balkanija
6. Nagrada „Milovan Vidaković“: Đerđ Konrad
7. Nagrada na 7. Međunarodnom sajmu knjiga „Trg od knjige“ u Herceg Novom za najbolju ediciju godine: edicija Zlatno runo
8. Nagrada nemačkih izdavača i knjižara za mir: Klaudio Magris
9. Nagrada Izdavač godine na 54. međunarodnom beogradskom sajmu knjiga
10. Nagrada Zlatni HIT LIBER RTS i emisije „Hit Libris“ za jednu od deset najtraženijih knjiga u Srbiji u 2009. godini: Jelena Lengold Vašarski mađioničar
11. Nagrada Zlatni HIT LIBER RTS i emisije „Hit Libris“ za izdavača godine

### 2008.
1. Međunarodna književna nagrada Balkanika za najbolju objavljenu knjigu na nekom od balkanskih jezika u 2007. i 2008. godini: Vladislav Bajac Hamam Balkanija
2. Povelja Bibliotekarskog društva Srbije u znak zahvalnosti za doprinos razvoju čitalačkog interesovanja i bibliotekarstva u Srbiji: Gojko Božović
3. Nagrada Zlatni HIT LIBER RTS i emisije „Hit Libris“ za jednu od deset najtraženijih knjiga u Srbiji u 2008. godini: Vladislav Bajac Hamam Balkanija

## Spoljašnje veze
- Званични веб-сајт